# Copa Libertadores Femenina 2022
Die Copa Libertadores Femenina 2022 war die 14. Austragung des einzigen internationalen Frauenfußballwettbewerbes für Vereinsmannschaften des südamerikanischen Kontinentalverbandes CONMEBOL. Der Wettbewerb wurde in einem zweiwöchigen Turniermodus in Ecuador ausgetragen.
Der brasilianische Vertreter Corinthians São Paulo ging als Titelverteidiger in das Turnier. Den Wettbewerb gewann 2023 erstmals sein Stadtrivale Palmeiras São Paulo.

## Modus
Die 16 teilnehmenden Mannschaften spielten in vier Gruppen, aus denen sich die beiden besten Teams für die Finalrunde qualifizierten. Ab dem Viertelfinale wurde der Sieger im K.-o.-System ermittelt.

## Teilnehmende Mannschaften
| Land        | Verein                | Qualifikationsgrund                                            |
| ----------- | --------------------- | -------------------------------------------------------------- |
| Argentinien | Boca Juniors          | Argentinischer Meister Clausura 2021                           |
| Bolivien    | Club Always Ready     | Gewinner der Copa Simón Bolívar Femenina 2022                  |
| Brasilien   | Corinthians São Paulo | Titelverteidiger                                               |
| Brasilien   | Palmeiras São Paulo   | Brasilianischer Vizemeister 2021                               |
| Brasilien   | Ferroviária           | Dritter der brasilianischen Meisterschaft 2021                 |
| Chile       | Universidad de Chile  | Meister der Primera División de Fútbol Femenino 2021           |
| Chile       | Santiago Morning      | Zweiter der Primera División de Fútbol Femenino 2021           |
| Kolumbien   | América de Cali       | Kolumbianischer Meister 2022                                   |
| Kolumbien   | Deportivo Cali        | Kolumbianischer Vizemeister 2022                               |
| Ecuador     | Club Ñañas            | Meister des Campeonato Ecuatoriano de Fútbol Femenino 2022     |
| Ecuador     | Dragonas              | Vizemeister des Campeonato Ecuatoriano de Fútbol Femenino 2022 |
| Paraguay    | Club Olimpia          | Meister des Campeonato Paraguayo de Fútbol Femenino 2022       |
| Paraguay    | Libertad/Limpeño      | Vizemeister des Campeonato Paraguayo de Fútbol Femenino 2022   |
| Peru        | Alianza Lima          | Meister des Campeonato Peruano de Fútbol Femenino 2022         |
| Uruguay     | Defensor Sporting     | Meister des Campeonato Uruguayo de Fútbol Femenino 2021        |
| Venezuela   | Deportivo Lara        | Meister des Campeonato Venezolano de Fútbol Femenino 2022      |

## Turnierverlauf

### Vorrunde

#### Gruppe A
| Pl. | Verein                | Sp. | S | U | N | Tore    | Diff. | Punkte |
| --- | --------------------- | --- | - | - | - | ------- | ----- | ------ |
| 1.  | Deportivo Cali        | 3   | 3 | 0 | 0 | 014:300 | +11   | 09     |
| 2.  | Corinthians São Paulo | 3   | 2 | 0 | 1 | 010:200 | −10   | 06     |
| 3.  | Club Olimpia          | 3   | 1 | 0 | 2 | 003:600 | −3    | 03     |
| 4.  | Club Always Ready     | 3   | 0 | 0 | 3 | 001:170 | −16   | 0      |

| 13. Oktober 2022      |      |                       |
| Club Olimpia          | 2:0  | Club Always Ready     |
| Corinthians São Paulo | 1:2  | Deportivo Cali        |
| 16. Oktober 2022      |      |                       |
| Club Olimpia          | 1:2  | Deportivo Cali        |
| Club Always Ready     | 0:5  | Corinthians São Paulo |
| 19. Oktober 2022      |      |                       |
| Corinthians São Paulo | 4:0  | Club Olimpia          |
| Deportivo Cali        | 10:1 | Club Always Ready     |

#### Gruppe B
| Pl. | Verein            | Sp. | S | U | N | Tore    | Diff. | Punkte |
| --- | ----------------- | --- | - | - | - | ------- | ----- | ------ |
| 1.  | Boca Juniors      | 3   | 2 | 1 | 0 | 008:400 | +4    | 07     |
| 2.  | Ferroviária       | 3   | 2 | 1 | 0 | 004:200 | +2    | 07     |
| 3.  | Club Ñañas        | 3   | 1 | 0 | 2 | 006:800 | −2    | 03     |
| 4.  | Defensor Sporting | 3   | 0 | 0 | 3 | 003:700 | −4    | 0      |

| 13. Oktober 2022  |     |                   |
| Defensor Sporting | 0:2 | Boca Juniors      |
| Club Ñañas        | 0:1 | Ferroviária       |
| 16. Oktober 2022  |     |                   |
| Boca Juniors      | 4:2 | Club Ñañas        |
| Defensor Sporting | 0:1 | Ferroviária       |
| 19. Oktober 2022  |     |                   |
| Club Ñañas        | 4:3 | Defensor Sporting |
| Ferroviária       | 2:2 | Boca Juniors      |

#### Gruppe C
| Pl. | Verein               | Sp. | S | U | N | Tore    | Diff. | Punkte |
| --- | -------------------- | --- | - | - | - | ------- | ----- | ------ |
| 1.  | Palmeiras São Paulo  | 3   | 3 | 0 | 0 | 012:100 | +11   | 09     |
| 2.  | Universidad de Chile | 3   | 2 | 0 | 1 | 010:500 | +5    | 06     |
| 3.  | Dragonas             | 3   | 1 | 0 | 2 | 002:100 | −8    | 03     |
| 4.  | Libertad/Limpeño     | 3   | 0 | 0 | 3 | 002:100 | −8    | 0      |

| 14. Oktober 2022     |     |                      |
| Universidad de Chile | 3:1 | Dragonas             |
| Palmeiras São Paulo  | 3:0 | Libertad/Limpeño     |
| 17. Oktober 2022     |     |                      |
| Universidad de Chile | 6:2 | Libertad/Limpeño     |
| Dragonas             | 0:7 | Palmeiras São Paulo  |
| 20. Oktober 2022     |     |                      |
| Palmeiras São Paulo  | 2:1 | Universidad de Chile |
| Libertad/Limpeño     | 0:1 | Dragonas             |

#### Gruppe D
| Pl. | Verein           | Sp. | S | U | N | Tore    | Diff. | Punkte |
| --- | ---------------- | --- | - | - | - | ------- | ----- | ------ |
| 1.  | América de Cali  | 3   | 3 | 0 | 0 | 011:100 | +10   | 09     |
| 2.  | Santiago Morning | 3   | 2 | 0 | 1 | 008:100 | +7    | 06     |
| 3.  | Alianza Lima     | 3   | 0 | 1 | 2 | 002:400 | −2    | 01     |
| 4.  | Deportivo Lara   | 3   | 0 | 1 | 2 | 001:160 | −15   | 01     |

| 14. Oktober 2022 |     |                  |
| Alianza Lima     | 1:1 | Deportivo Lara   |
| América de Cali  | 1:0 | Santiago Morning |
| 17. Oktober 2022 |     |                  |
| Deportivo Lara   | 0:8 | América de Cali  |
| Alianza Lima     | 0:1 | Santiago Morning |
| 20. Oktober 2022 |     |                  |
| América de Cali  | 2:1 | Alianza Lima     |
| Santiago Morning | 7:0 | Deportivo Lara   |

### Finalrunde

#### Viertelfinale
| Datum            |                     | Ergebnis        |                       | Ort                                |
| ---------------- | ------------------- | --------------- | --------------------- | ---------------------------------- |
| 22. Oktober 2022 | Deportivo Cali      | 2:1             | Ferroviária           | Estadio Rodrigo Paz Delgado, Quito |
| 22. Oktober 2022 | Boca Juniors        | 2:1             | Corinthians São Paulo | Estadio Rodrigo Paz Delgado, Quito |
| 23. Oktober 2022 | Palmeiras São Paulo | 2:1             | Santiago Morning      | Estadio Rodrigo Paz Delgado, Quito |
| 23. Oktober 2022 | América de Cali     | 1:1 (4:2 i. E.) | Universidad de Chile  | Estadio Rodrigo Paz Delgado, Quito |

#### Halbfinale
| Datum            |                     | Ergebnis        |                 | Ort                                |
| ---------------- | ------------------- | --------------- | --------------- | ---------------------------------- |
| 26. Oktober 2022 | Deportivo Cali      | 1:1 (0:3 i. E.) | Boca Juniors    | Estadio Rodrigo Paz Delgado, Quito |
| 26. Oktober 2022 | Palmeiras São Paulo | 1:0             | América de Cali | Estadio Rodrigo Paz Delgado, Quito |

#### Spiel um Platz 3
| Datum            |                | Ergebnis |                 | Ort                                |
| ---------------- | -------------- | -------- | --------------- | ---------------------------------- |
| 28. Oktober 2022 | Deportivo Cali | 0:5      | América de Cali | Estadio Rodrigo Paz Delgado, Quito |

#### Finale
| Boca Juniors                                            | Boca Juniors | Palmeiras São Paulo | Palmeiras São Paulo |
| ------------------------------------------------------- | --- | --- | ------------------- |
| Boca Juniors                                            | \| 28. Oktober 2022 in Quito (Estadio Rodrigo Paz Delgado) \| \| Ergebnis: 1:4 (1:1) \| \| Schiedsrichter: Emikar Calderas ( Venezuela) \| | \| 28. Oktober 2022 in Quito (Estadio Rodrigo Paz Delgado) \| \| Ergebnis: 1:4 (1:1) \| \| Schiedsrichter: Emikar Calderas ( Venezuela) \| | Palmeiras São Paulo |
| Boca Juniors                                            | Laurina Oliveros – Julieta Cruz (69, Noelia Espíndola), Adriana Sachs, Miriam Mayorga, Celeste dos Santos – Clarisa Huber (87, Melanie Morán), Vanina Preininger, Camila Gómez Ares – Brisa Priori (69, Amancay Urbani), Andrea Ojeda (46. Estefanía Palomar), Yamila Rodríguez Cheftrainer: Jorge Martínez | Jully – Poliana, Julia Bianchi, Katrine Costa (88. Juliana Passari) – Bruna Calderan, Andressa Machry, Duda Santos (71, Carol Baiana), Camila (70. Day Silva) – Bia Zaneratto , Ary Borges, Byanca Brasil (78. Patrícia Sochor) Cheftrainer: Ricardo Belli | Palmeiras São Paulo |
| Boca Juniors                                            | 1:1 Brisa Priori (13.) | 0:1 Ary Borges (5.) 1:2 Byanca Brasil (49.) 1:3 Poliana (58.) 1:4 Bia Zaneratto (89.) | Palmeiras São Paulo |
| Boca Juniors                                            | Yamila Rodríguez (62.) | Duda Santos (31.), Camila (63.), Ary Borges (72.), Bia Zaneratto (76.) | Palmeiras São Paulo |
| 28. Oktober 2022 in Quito (Estadio Rodrigo Paz Delgado) | | |                     |
| Ergebnis: 1:4 (1:1)                                     | | |                     |
| Schiedsrichter: Emikar Calderas ( Venezuela)            | | |                     |

## Siegermannschaft
| Palmeiras São Paulo | |
| Palmeiras São Paulo | - Tor: Amanda; Jully; Awanny - Abwehr: Poliana; Carolzinha; Katrine Costa; Bruna Calderan; Day Silva - Mittelfeld: Juliana Passari; Ary Borges; Julia Bianchi; Camila; Duda Santos; Andressa Machry; Sâmia Pryscila - Sturm: Byanca Brasil; Bia Zaneratto ; Patrícia Sochor; Giovana Soares; Carol Baiana - Trainer: Ricardo Belli |

## Schiedsrichterinnen
| Land        | Schiedsrichterin        | Schiedsrichterassistentinnen              |
| ----------- | ----------------------- | ----------------------------------------- |
| Argentinien | Laura Fortunato         | Mariana de Almeida Daiana Milone          |
| Bolivien    | Adriana Farfán          | Liliana Bejarano Inés Choque              |
| Brasilien   | Edina Alves Batista     | Neuza Back Leila Moreira                  |
| Chile       | María Carvajal          | Marcia Castillo Cindy Nahuelcoy           |
| Kolumbien   | Jenny Arias             | Mary Blanco Bolívar Eliana Ortiz          |
| Ecuador     | Marcelly Zambrano       | Mónica Amboya Marianela Ramírez           |
| Italien     | Maria Marotta           | Tiziana Trasciatti                        |
| Paraguay    | Helena Cantero          | Nancy Fernández Rossana Salinas           |
| Peru        | Milagros Arruela        | Vera Yupanqui Gabriela Moreno             |
| Spanien     |                         | Silvia Fernández Pérez                    |
| Uruguay     | Nadia Fuques            | Daiana Fernández Belén Clavijo            |
| Venezuela   | Emikar Calderas Barrera | Migdalía Rodríguez Chirino Thaity Dugarte |

## Beste Torschützinnen
| Rang | Spielerin        | Klub                 | Tore |
| ---- | ---------------- | -------------------- | ---- |
| 1    | Rebeca Fernández | Universidad de Chile | 5    |
| 2    | Maireth Perez    | Club Ñañas           | 4    |